# Obrajuelo (Acámbaro)
Obrajuelo es una localidad ubicada a 15 km hacia el noroeste de Acámbaro, en las faldas de la carretera Celaya-Acámbaro. Su nombre proviene de «obraje», por las fábricas textiles que existieron en el lugar. En 1810 fue sitio de paso de las tropas insurgentes de Miguel Hidalgo y Costilla.
Hasta hace algunos años, tenía un famoso balneario público llamado «El Tanque», al que asistían las familias de la región, pero la excavación de un pozo cercano acabó con el venero que lo alimentaba.
De esta población son originarios José Hurtado Rosillo, distinguido presidente municipal de Acámbaro en los años 70, y su hermano J. Carmen Hurtado, dirigente agrario regional.

## Hacienda Obrajuelo
La población de Obrajuelo tiene una Hacienda, la cual es homónima al pueblo. Esta hacienda fue fundada en el siglo XVI y es uno de los primeros asentamientos españoles del estado de Guanajuato, pues es acá en donde los otomíes ayudan a la conquista de Guanajuato contra los Chichimecas.
La hacienda tiene sus establos, capilla y una iglesia principal que, aunque ya saqueada debido a las guerras cristeras, continúa teniendo su arquitectura del siglo XVIII, la cual fue la última modificación a la fachada que recibió esta hacienda.
La hacienda es utilizada actualmente para eventos misceláneos y está abierta al público con reservaciones

## Historia
La Hacienda es primeramente construida durante el inicio del siglo XVI, durante la expansión española hacia el actual Guanajuato. Esta hacienda es utilizada para evangelizar y para producir telas y otro tipo de textiles que posteriormente se irían a vender hacia los centros urbanos cercanos, siendo estos Celaya y Santiago de Querétaro.
Los tejidos en manta vuelven Obrajuelo en una hacienda muy próspera y la hacienda llega a abarcar significante parte del Valle de Apaseo. La importancia es tal de estos obrajes que la misma región se nombra Obrajuelo en honor a esta importante labor económica.
En 1767 los Jesuitas son expulsados de Nueva España y la hacienda cae en manos de otras organizaciones religiosas, las cuales continúan como propietarias posterior a la independencia.
Con las leyes de reforma de Benito Juárez, la hacienda es embargada por el gobierno liberal y puesta a la venta. Posteriormente es comprada por una familia queretana, la cual mantiene el control de esta propiedad hasta 1890.
Esta familia queretana vende debido a apuros económicos la hacienda a una familia adinerada de origen francés de apellido Jacoby. Esta familia continúa siendo dueña de la hacienda hasta que debido a la Primera Guerra Mundial se ven forzados a rentar esta propiedad a la familia Urquiza, la cual compra esta propiedad finalmente para 1923
Actualmente la familia Urquiza es la dueña de la Hacienda Obrajuelo y es quien la utiliza para rentar a distintas personas que deseen realizar sus eventos en haciendas.